# Carl Kaufmann
Carl Kaufmann (New York, 25 marzo 1936 – Karlsruhe, 1º settembre 2008) è stato un velocista tedesco, specializzato nei 400 metri piani dove fu medaglia d'argento olimpica e primatista europeo e mondiale.

## Biografia
Dopo essere stato campione nazionale della Germania Ovest sui 200 m nel 1955, nel 1958 passò ai 400 cogliendo il suo primo successo internazionale con la medaglia d'argento con la staffetta 4×400 ai Campionati europei dopo essere giunto quarto nella gara individuale. Fra il 15 settembre 1959 e il 6 settembre 1960 migliorò per quattro volte il record europeo dei 400 m portandolo da 45"8 a 44"9.
Ottenne quest'ultimo risultato nella finale delle Olimpiadi di Roma quando si tuffò sul traguardo giungendo quasi appaiato allo statunitense Otis Davis: solo il foto-finish assegnò a Davis l'oro olimpico e a Kaufmann l'argento, separandoli di un centesimo di secondo. Entrambi vennero accreditati dello stesso tempo ufficiale (44"9) che migliorava di tre decimi il precedente record del mondo stabilito quattro anni prima da Lou Jones. Nella stessa Olimpiade Kaufmann vinse un'altra medaglia d'argento nella staffetta, dove gli atleti della Squadra Unificata Tedesca giunsero alle spalle del quartetto statunitense.
Il suo record mondiale di 44"9 fu eguagliato altre due volte, dagli statunitensi Adolph Plummer (1963) e Michael Larrabee (1964), e battuto da Tommie Smith nel 1967. Il primato europeo, dopo essere stato eguagliato dal tedesco occidentale Martin Jellinghaus nel 1968, fu migliorato solo nel 1974 dal loro connazionale Karl Honz.
Terminata la carriera sportiva divenne un famoso tenore operistico, attore e infine direttore di teatro a Karlsruhe, dove morì nel 2008.

## Palmarès
| Anno | Manifestazione  | Sede      | Evento      | Risultato | Prestazione | Note            |
| ---- | --------------- | --------- | ----------- | --------- | ----------- | --------------- |
| 1958 | Europei         | Stoccolma | 4×400 m     | Argento   | 3'08"2      |                 |
| 1960 | Giochi olimpici | Roma      | 400 m piani | Argento   | 44"9        | Record mondiale |
| 1960 | Giochi olimpici | Roma      | 4×400 m     | Argento   | 3'02"7      | Record europeo  |